# 阿留申島異頭獅魚
阿留申島異頭獅魚，為輻鰭魚綱鮋形目杜父魚亞目獅子魚科的其中一種，分布於北太平洋阿留申群島海域，棲息深度318-461公尺，為深海底棲性魚類，屬肉食性，體長可達12.9公分，生活習性不明。

## 擴展閱讀
維基物種上的相關：阿留申島異頭獅魚